# Ladislaus I.

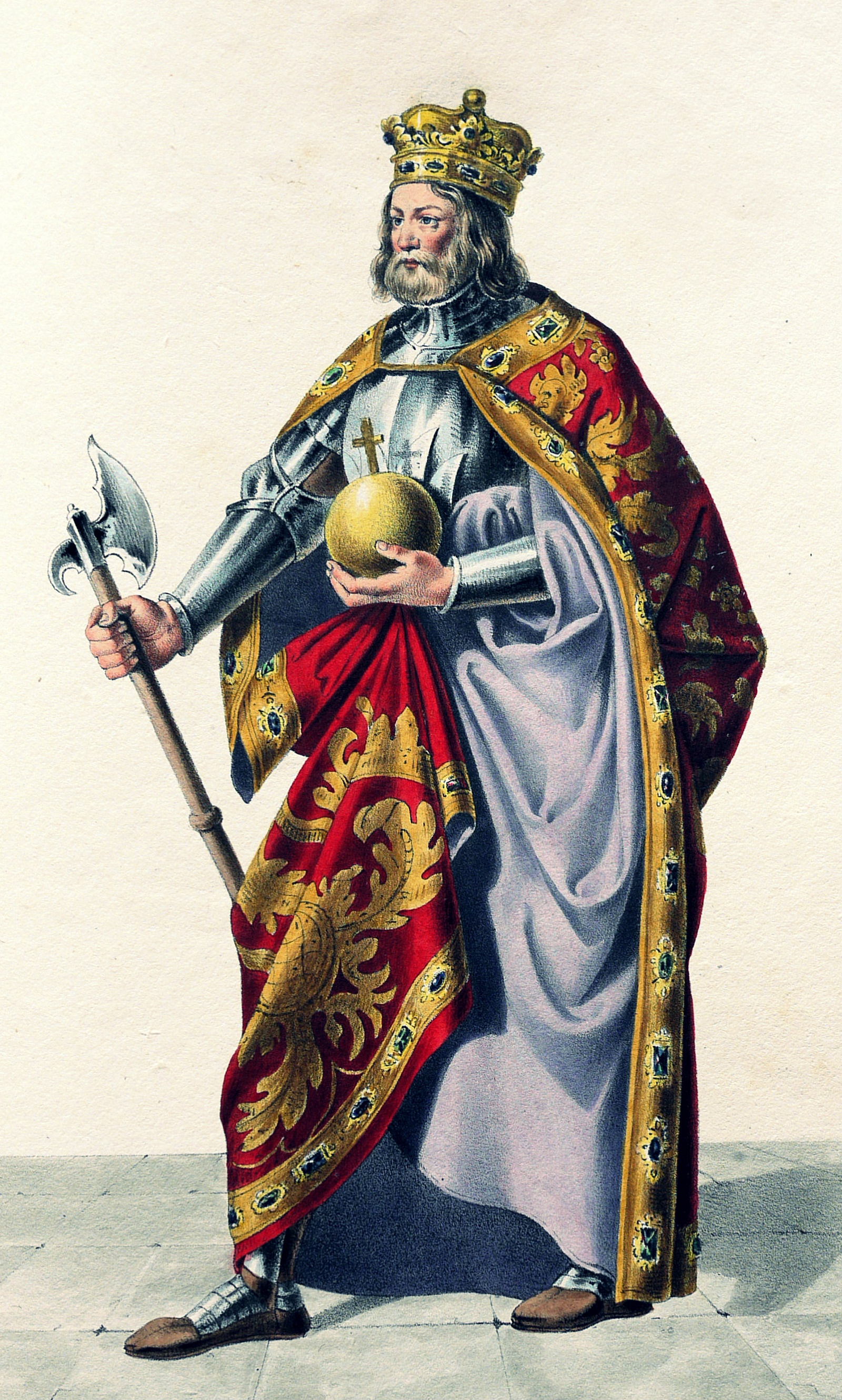
Ladislaus I.,Lithographie von Josef Kriehuber nach einer Zeichnung von Moritz von Schwind. ca. 1828

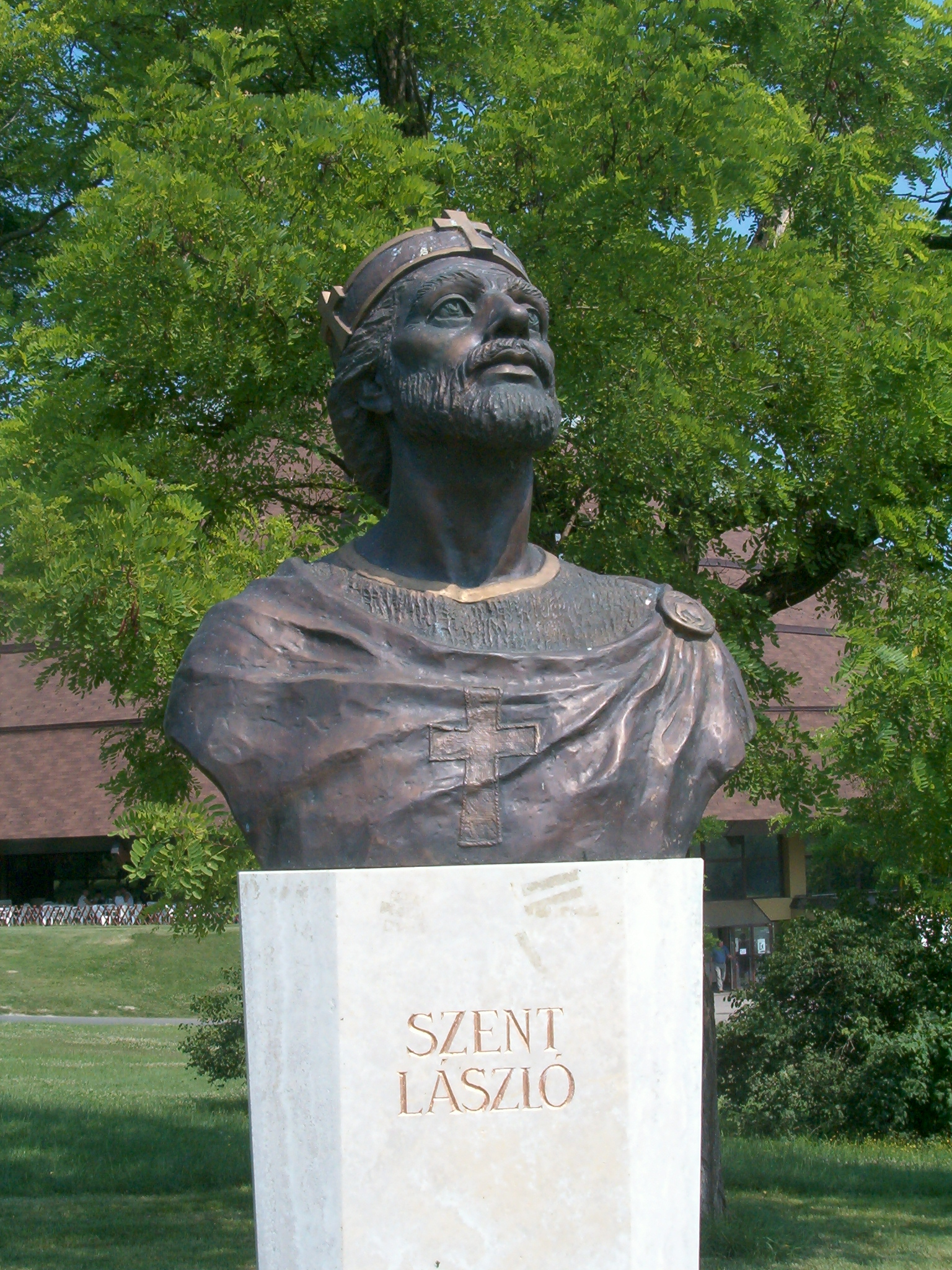
Büste von Ladislaus I. in Ópusztaszer

Ladislaus I. (ungarisch László), genannt der Heilige (* 1048 in Polen; † 29. Juli 1095 bei Nitra) aus dem Geschlecht der Árpáden war Herzog des Herzogtums Nitra (1074 bis 1077) und König von Ungarn (1077 bis 1095). Er war ein Sohn von Béla I. und Bruder von Géza I.

## Leben
Ladislaus war der Sohn von Béla I. und dessen Gemahlin Ryksa, einer Prinzessin aus Polen.
Nach dem Tod von Béla I. 1063 kehrte der Gegenkönig und Vetter Gézas Salomon mit deutschen Truppen nach Ungarn zurück. Nach kurzen Kämpfen erhielt er von Géza und seinen Brüdern die ungarische Königswürde zugesichert. Nach Auseinandersetzungen während der Krönung flohen die Brüder, unter ihnen auch Ladislaus, nach Polen, von wo sie mit Truppen zurückkehrten. Mit dieser militärischen Macht zwangen sie Salomon dazu, ihnen Herzogtümer zu überlassen, während sie seine Königsherrschaft anerkannten.
Mit dieser Regelung fanden die Söhne Bélas sich aber nur vorübergehend ab. 1074 gelang es ihnen, die Macht in Zentralungarn zu übernehmen. Géza I. bestieg als Ältester den Thron, starb aber schon 1077. Seine Nachfolge trat Ladislaus an, der sich am Anfang seiner Regierungszeit mit Hilfe des polnischen Königs Boleslaw II. Versuchen Salomons erwehren konnte, den Thron zurückzugewinnen.
Die Regierungszeit von Ladislaus stellte eine Phase des Friedens und der Beruhigung nach den dynastischen Auseinandersetzungen im Haus der Arpaden dar. Ladislaus bemühte sich neben den guten Beziehungen zu Polen auch um eine Verbindung zur Kiewer Rus, indem er eine seiner Töchter aus der Ehe mit Adelheid von Schwaben mit Wladimir Monomach verheiratete. 1083 erreichte er die Kanonisierung König Stephans I., dessen Sohns Emerich und des Bischofs Gerhard. 1091 schlug Ladislaus in einer entscheidenden Schlacht die Kumanen. 1091 setzte er seinen Neffen Álmos, einen Sohn Gézas I., als König in Dalmatien und Kroatien ein, wo zu dieser Zeit das Königshaus ausgestorben war. Dies brachte ihn in Konflikt mit Papst Urban II., der das Gebiet als päpstliches Lehen ansah. Während dieser Auseinandersetzungen war Álmos älterer Bruder Koloman, Bischof von Großwardein, nach Polen geflohen, kehrte aber auf Bitten von Ladislaus wieder zurück, um 1095 gemäß dem Senioratsprinzip dessen Nachfolge anzutreten.
Im Jahre 1192 wurde Ladislaus von Papst Coelestin III. heiliggesprochen, Patrozinium ist am 27. Juni.

## Familie
Ladislaus war zunächst mit einer Frau namens Gisela verheiratet. Anschließend ehelichte er Adelheid, die eine Tochter des Fürsten Rudolf von Rheinfelden nach einer Meinung des Fürsten Berthold von Zähringen gewesen sein soll. Mit Adelheid soll er drei Töchter, Piroska, Sophia und Berta gehabt haben.